# Трембита (филм)
Трембита е съветска музикална комедия от 1968 г. по едноименната оперета на Юрий Милютин. 1969 лидер в боксофиса (4-то място), 51,2 милиона зрители.

## Сюжет
В закарпатския (УССР) Ужгород, след края на Великата отечествена война, се появява Богдан Сусик, бившият иконом на граф Шьонборн. Само той знае за тайника, в който собственикът на земята, избягал с отстъпващите германци, е скрил ценностите си. В същото време се провежда операция по разминиране на райони, където са се водили военни действия. Младежите на селото ще направят нова градина, разрушавайки останките от стария графски замък. Междувременно Богдан Сусик тихо се промъква в замъка, където е застигнат от експлозия. Измъквайки се от останките, той открива сандък с „бижутата“ на графа, които се оказват предвоенни ценни книжа на Третия райх и немски компании. Естествено стойността им след войната е нулева. „Милиони, само че бивши“, обобщават пристигналите сапьори.

## Създатели
- Сценаристи: Олег Николаевски, Владимир Мас
- Режисьор: Олег Николаевски
- Оператор: Иван Артюхов
- Композитор: Юрий Милютин
- Либрето: Владимир Мас, Михаил Червински
- Художник: Владислав Расторгуев
- Хореограф: Владимир Кирсанов

## В ролите
- Евгений Весник като Богдан Сусик, бившият иконом на графа
- Олга Аросева - Парася Никаноровна, майката на Олеся (пее Гликерия Богданова-Чеснокова)
- Борис Савченко - сержант-сапьор Алексей Сомов (пее Владимир Киняев)
- Людмила Купина - Василина (озвучена от Ия Саввина, изпята от Людмила Ревина)
- Алексей Чернов като Атанас Григориевич, дядото на Василина
- Николай Трофимов като Филимон Федорович Шик, бивш земевладелец
- Юлия Вуккерт - Олеся (пее Галина Белоцерковская)
- Александър Галевски - Микола (пее Анатолий Рибаков)
- Иван Переверзев като Прокоп, бащата на Никола
- Сергей Блинников като капитан Сазонов
- Савелий Крамаров - Петро
- Иля Олейников - Михас, жител на селото (в кредитите на И. Клявер)
- Иван Матвеев - дядото на Грицко
- Валентина Пугачева - епизод

## Технически данни
Филмът е цветен, озвучен, широкоекранен